# セラハッティン・デミルタシュ

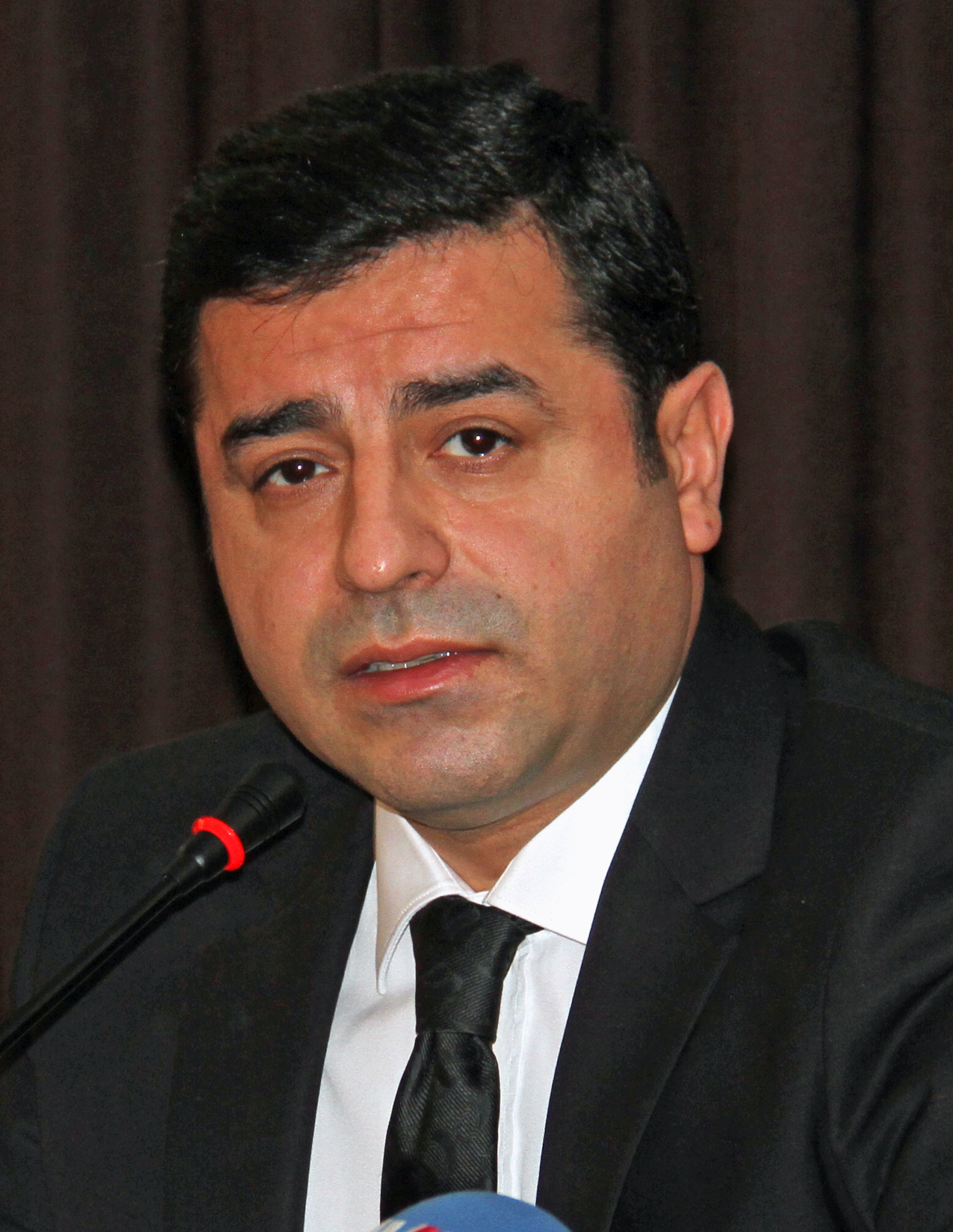
セラハッティン・デミルタシュ（2015年）

セラハッティン・デミルタシュ（トルコ語: Selahattin Demirtaş、1973年4月10日 - ）は、トルコの政治家、作家、法律家。トルコで国会議員となり、クルド系のルーツを持つ大統領候補となった。選挙後に拘留され、服役中に発表した小説はトルコでベストセラーとなっている。

## 経歴
トルコの東アナトリア、エラズーに生まれる。トルコの少数民族ザザ人のルーツも持つクルド系で、中学生の頃は近所に下士官が住んでいたことがきっかけで下士官に憧れた。高校生時代にサダム・フセイン政権のイラク軍が化学兵器でクルド人を殺害したハラブジャ事件を知り、自身がクルド人であると意識するようになる。
1991年にディヤルバクルに行った際、誘拐・殺害されたクルド人の政治家ヴェダト・アイドゥンの葬儀のデモに参加する。このデモでは警察の発砲によって6名が死亡し、デミルタシュの進路に影響を与えた。イズミールの九月九日大学の学生時代にはクルディスタン労働者党（PKK）の青年組織メンバーであるとして拘束され、約1週間で釈放される。アンカラ大学法学部に入学して弁護士資格を取得し、政治犯の弁護を無料で請け負い、人権協会のディヤルバクル支部長としてクルド問題にも関わった。

### 政治活動
2007年の選挙でディヤルバクルから無所属で立候補して当選し、トルコ大国民議会の議員となる。民主社会党（DTP）の会派代表代行となり、DTPの解体後は平和民主党（BDP）に参加して2010年に党首に就任した。2010年の総選挙でハッキャリ県から無所属で当選し、左派系政党が統合された国民民主主義党（HDP）に参加して2014年にフィゲン・ユクセキダーと共同党首となった。2014年トルコ大統領選挙に立候補し、ハッキャリ県での演説では次のように語った。
デミルタシュは、当選はしなかったが9.76%の得票率を得て3位となった。9%を下回るという選挙前の予想を超えて、HDPの得票率は同年の統一地方選から40%増えた。

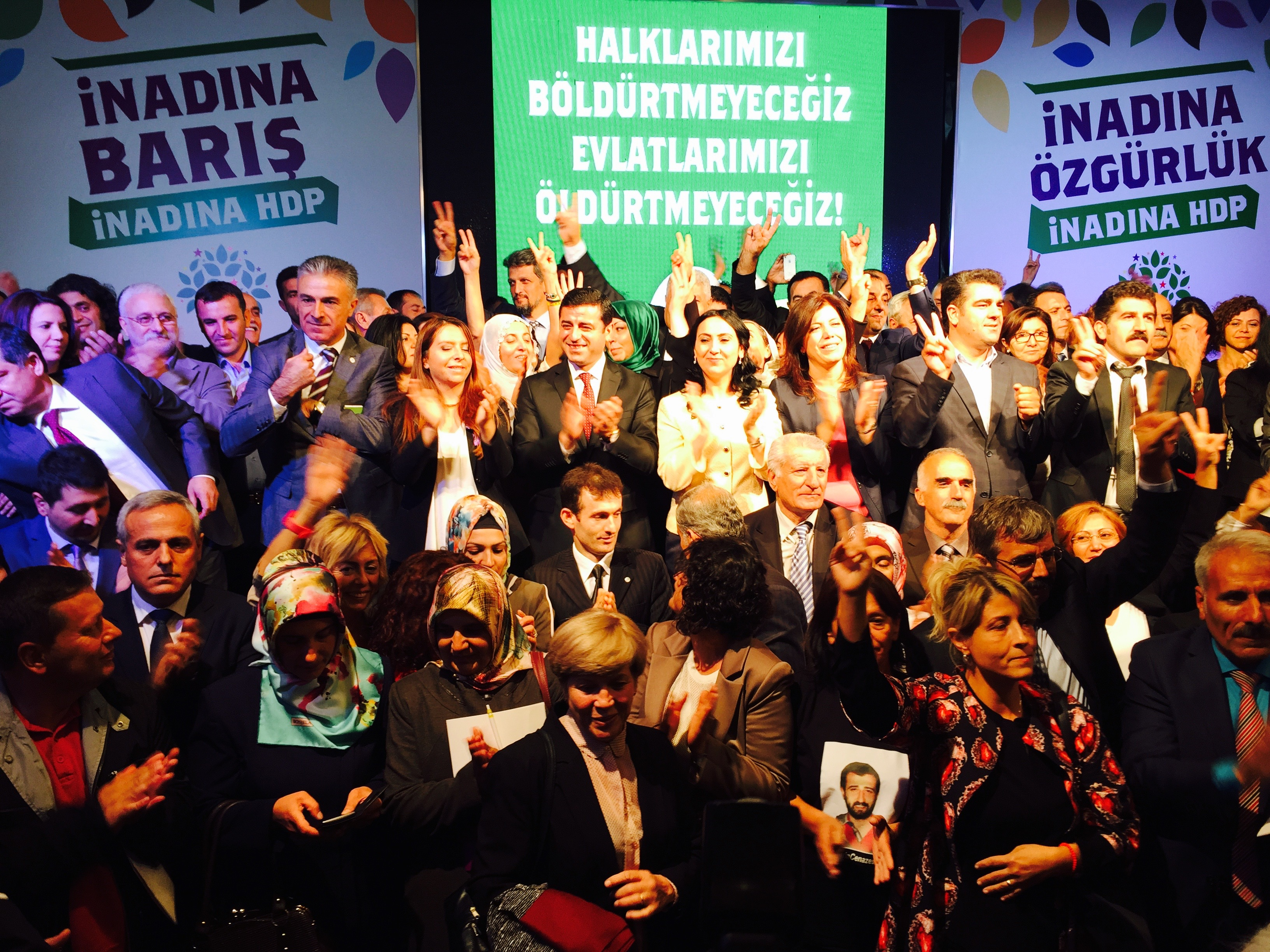
2015年総選挙時のデミルタシュとユクセキダー

デミルタシュは清廉、誠実、温厚というイメージがあり、クルド系と左派系の有権者からの得票を集めた。HDPはクルド人だけでなく、「抑圧され、搾取され、疎外されたあらゆる人民」を代表するという党規を謳い、女性、失業者、若者、障害者、性的マイノリティなど多様な少数派の支持を集めた。2014年にクルディスタン地域のロジャヴァで民主自治政府が成立した際は、自治政府を歓迎し、ロジャヴァ市民への敬意、独裁者に対する戦い、虐げられている全ての市民への支援への呼びかけを語った。

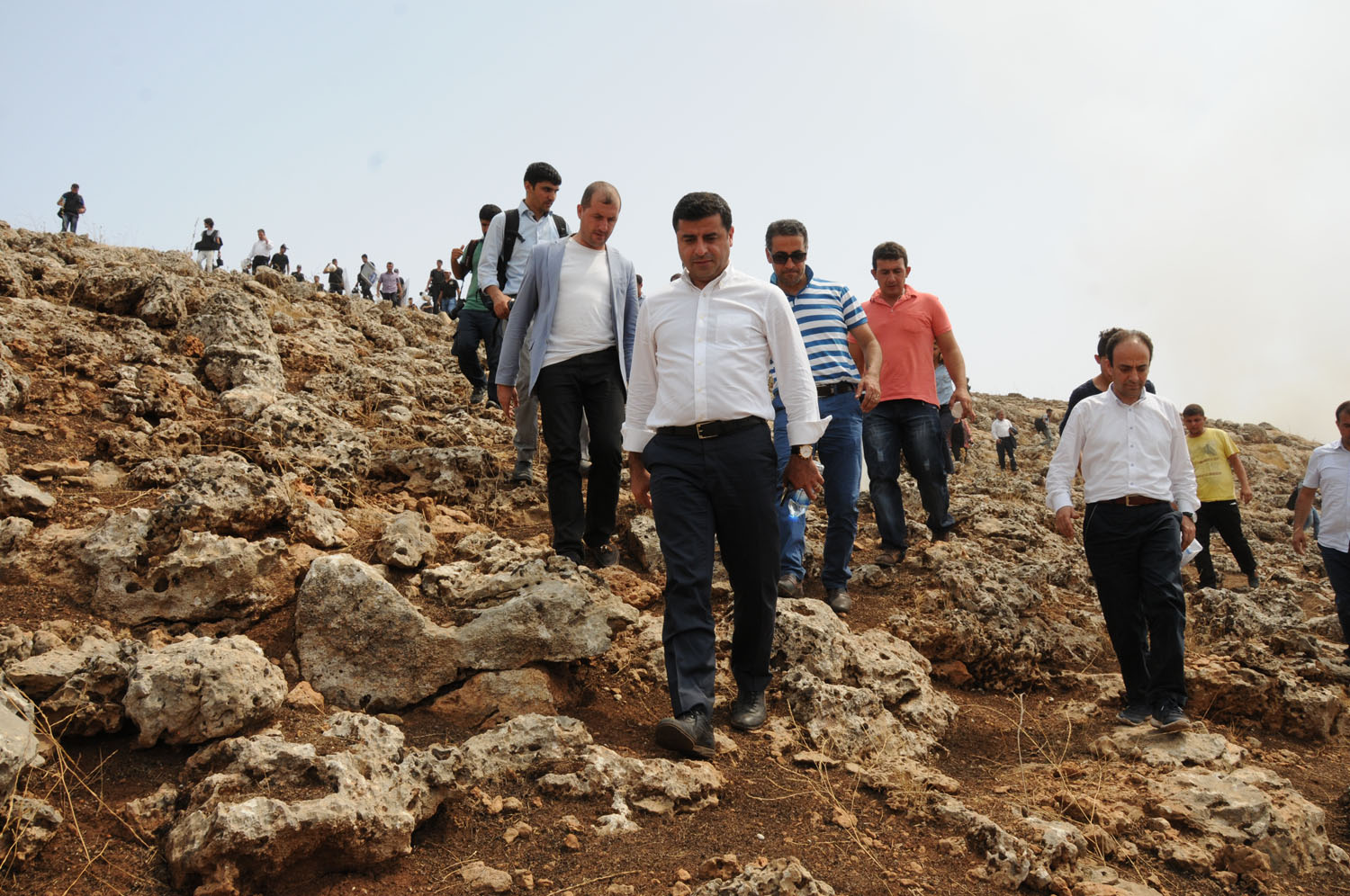
ジズレを訪れたデミルタシュ。ジズレでは2015年にクルド人がトルコ軍に虐殺されるジズレ作戦が起きた。

2015年6月トルコ総選挙でデミルタシュはHDPの政治家として立候補し、メディアに出演してサズを弾きながらの民謡や語り口で人気を集めた。トルコの国会では阻止条項として最低得票率制限があるが、デミルタシュはHDPが制限の10%を越えると予想した。また、HDPの候補者は5割が女性で、他の3党の女性候補者の合計に匹敵すると述べた。選挙の結果、HDPは13.12%の得票率を得て政党としての議席を獲得した。
2015年総選挙で議席が過半数を割り込んだレジェップ・タイイップ・エルドアン政権は対テロ作戦を強化し、トルコ政府とPKKとの和平が頓挫した。この情勢でデミルタシュはPKKを明確に批判できず、支持者の一部を落胆させた。2016年には検察庁が進めるテロ捜査の一環としてHDPに対する強制捜査が行われ、デミルタシュはユクセキダー共同党首をはじめとする議員らと共に身柄を拘束された。罪状は、武装テロ組織のメンバーでありテロ組織のプロパガンダを行ったというものだった。デミルタシュはエディルネの刑務所に服役し、刑務所から声明の発信、インタビューなどを行い活動を続けた。2018年には欧州人権裁判所が欧州人権条約の第18条にもとづきデミルタシュの釈放を求めたが、トルコの裁判所は要求を棄却した。デミルタシュは服役しつつ2018年トルコ大統領選挙にも立候補した。2019年の政治家の好感度調査では第3位となっている。

### 著述活動
服役中に執筆を行い、著書を発表している。短編小説集『セヘルが見なかった夜明け』（2015年）はトルコでベストセラーとなった。表題作となった「セヘル」は女性に対する名誉殺人を扱っており、慣習への批判が込められている。その他にもシリア難民の少女の独白「にんぎょひめ」、読書好きのキャリア女性と父親の関係を描く「歴史の如き孤独」、デモに巻き込まれたカーマニアの「掃除婦ナっち」、雀の夫婦が外敵に襲撃を受ける「我々の内なる男」など社会問題に目を向けた作風になっている。2冊目の『Devran』は、トルコにおけるクルド人の人権をテーマとしている。

## 主な著書
- Seher （2017年）
  - 日本語訳『セヘルが見なかった夜明け』鈴木麻矢訳、早川書房、2020年。
- Devran（2019年）